# Statsbygg
Statsbygg är en norsk statlig förvaltningsmyndighet, vilken sköter merparten av norska statens fastighetsbestånd. 
Statsbygg förvaltar omkring 2 300 kontorsbyggnader, kulturhus, kungliga slott, utbildningsbyggnader, fängelser, vägavgiftstationer och andra byggnader, varav 162 norska ambassader och konsulat. Det sköter också Svalbard globale frøhvelv i Svalbard. Vissa delar av den norska statens fastighetsbestånd sköts av andra statliga organisationer, till exempel järnvägar, militära fastigheter och sjukhus. Vissa fastigheter, vilka anses vara konkurrensutsatta, ägs av det år 2000 bildade aktiebolaget Entra Eiendom.
Statsbyggs historia går tillbaka till 1816, då det utnämndes en "konsulent" för statens byggnader i och i närheten av Kristiania. År 1886 inrättades Statens bygningsinspektorat, som senare namnändrades till Riksarkitekten. År 1959 omorganiserades denna myndighet till  Statens bygge- og eiendomsdirektorat och 1993 till Statsbygg. 
Statsbygg har ungefär 900 anställda. Det har sitt huvudkontor i Oslo och regionala kontor i Porsgrunn, Bergen, Trondheim och Tromsø.

## Bildgalleri

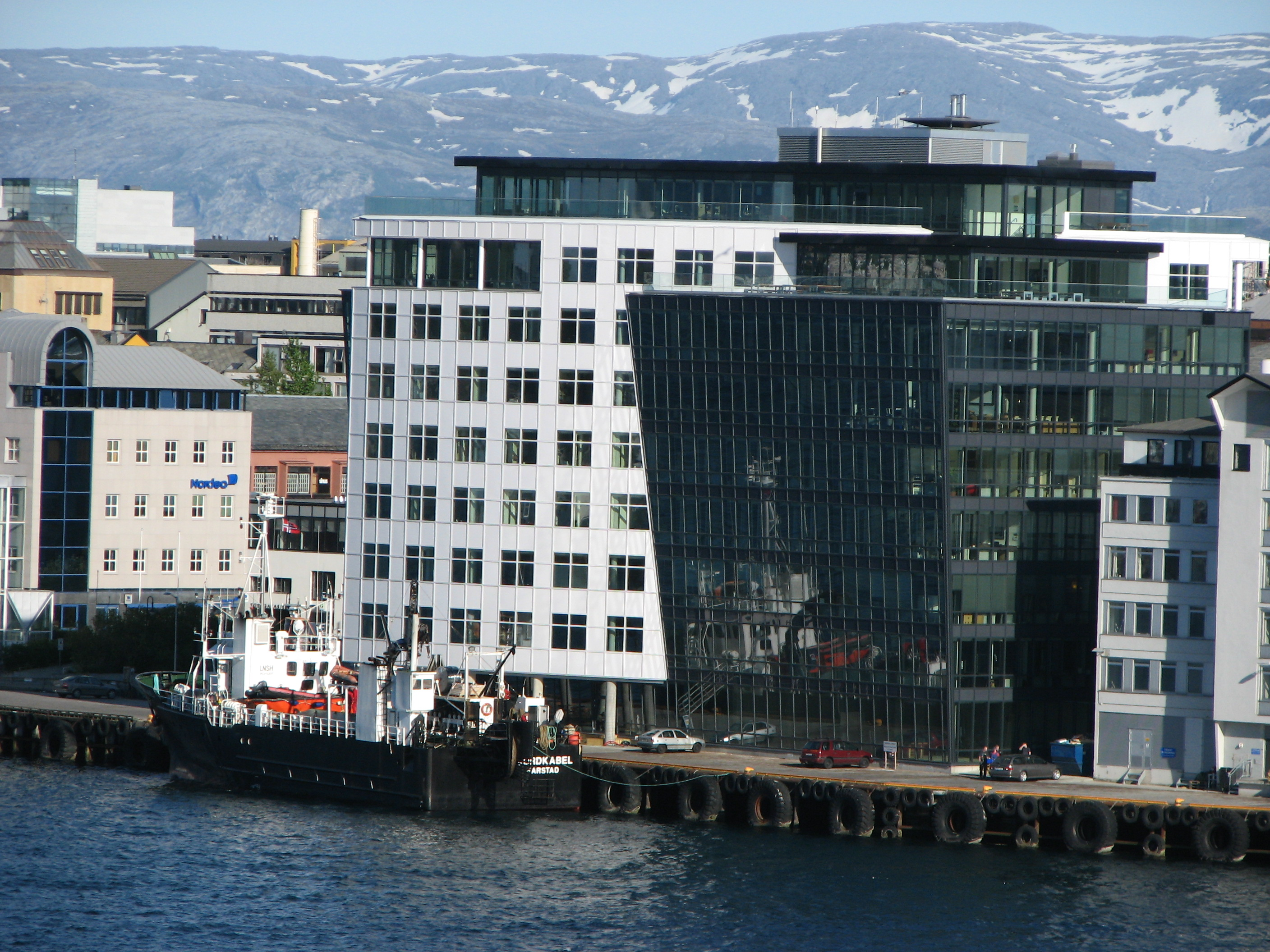
Hovedredningssentralen for Nord-Norge samt Bodø Radio i Bodø
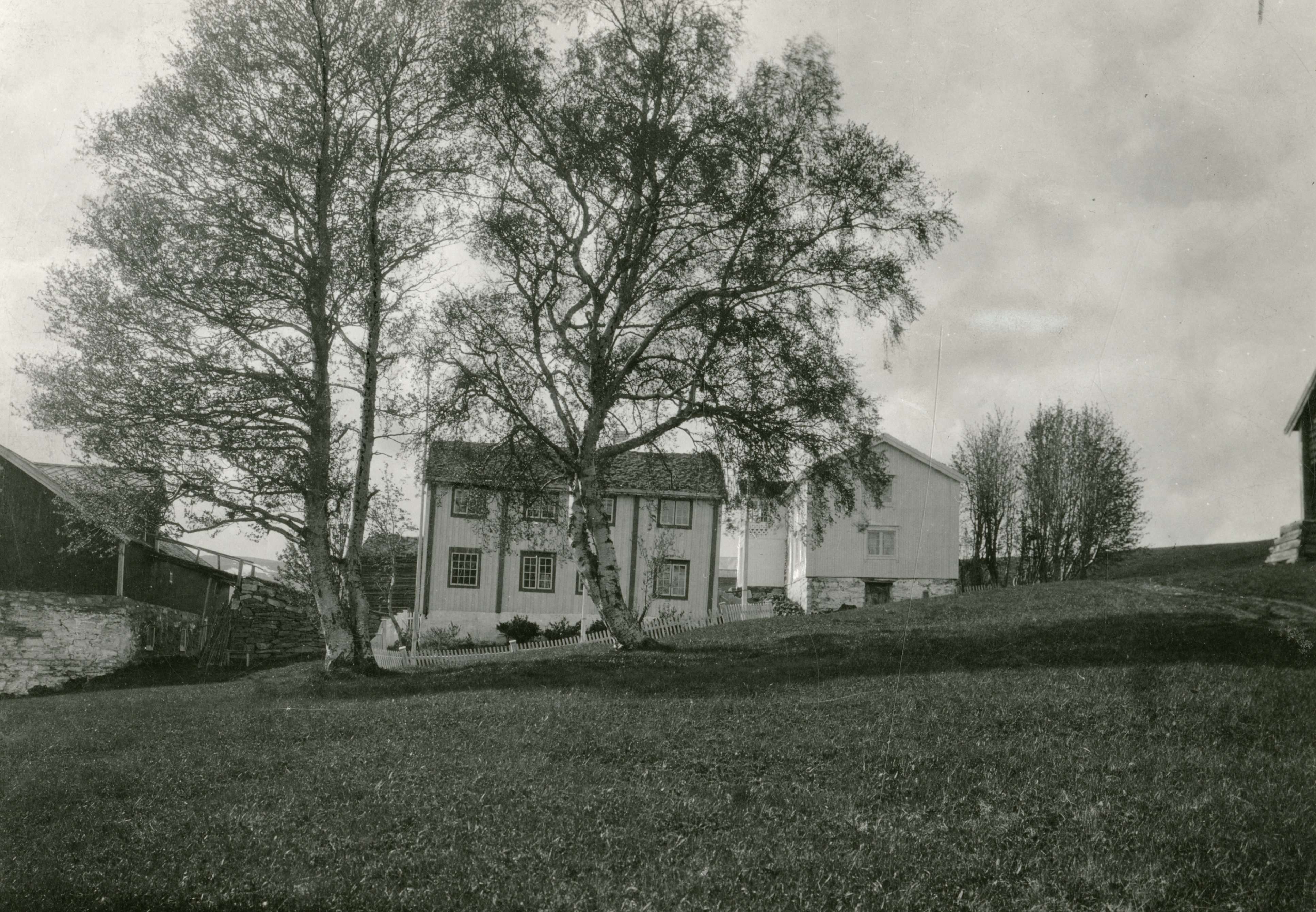
Bjørgan prestegård
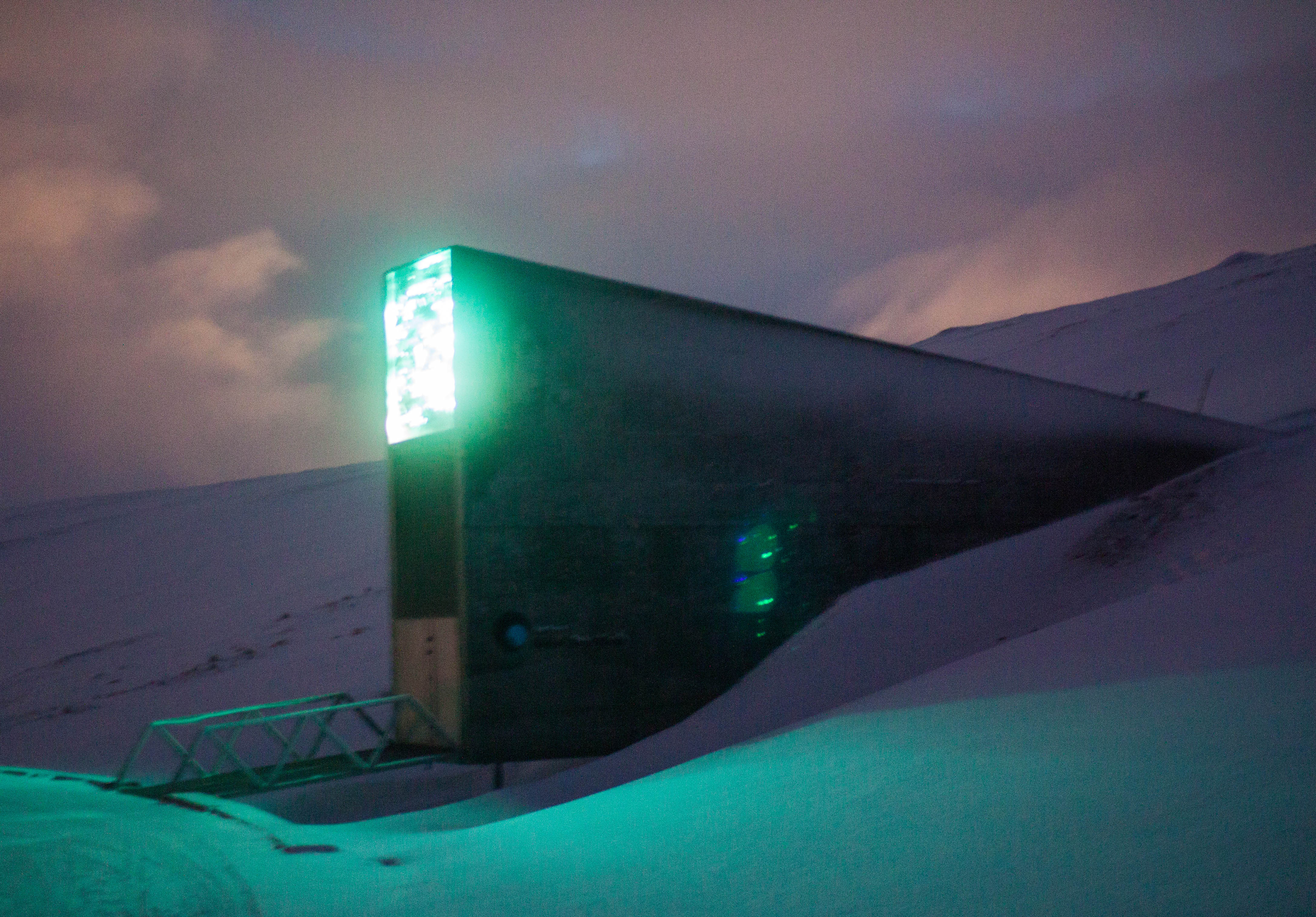
Svalbard globale frøhvelv i Longyearbyen
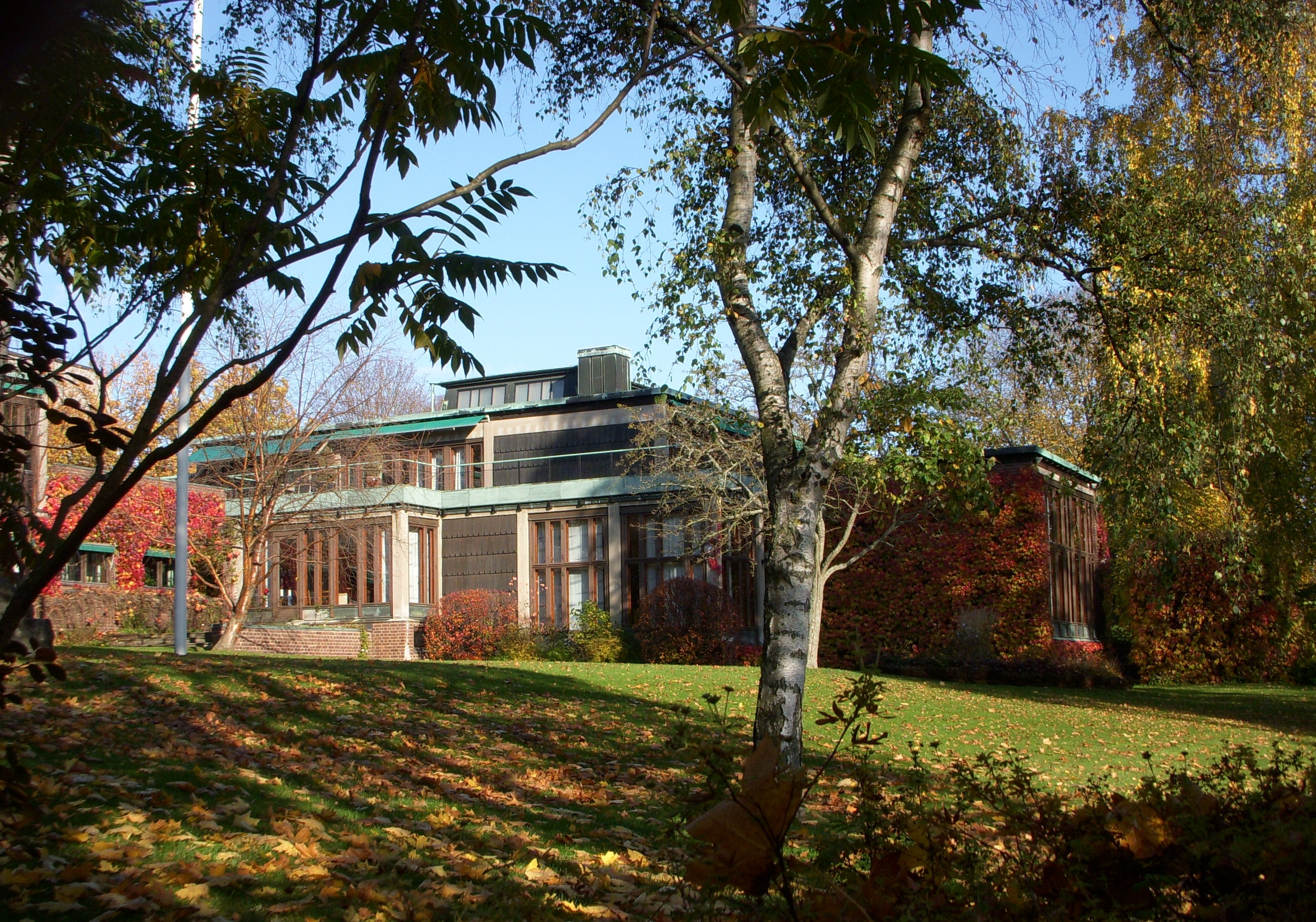
Norges ambassad i Stockholm
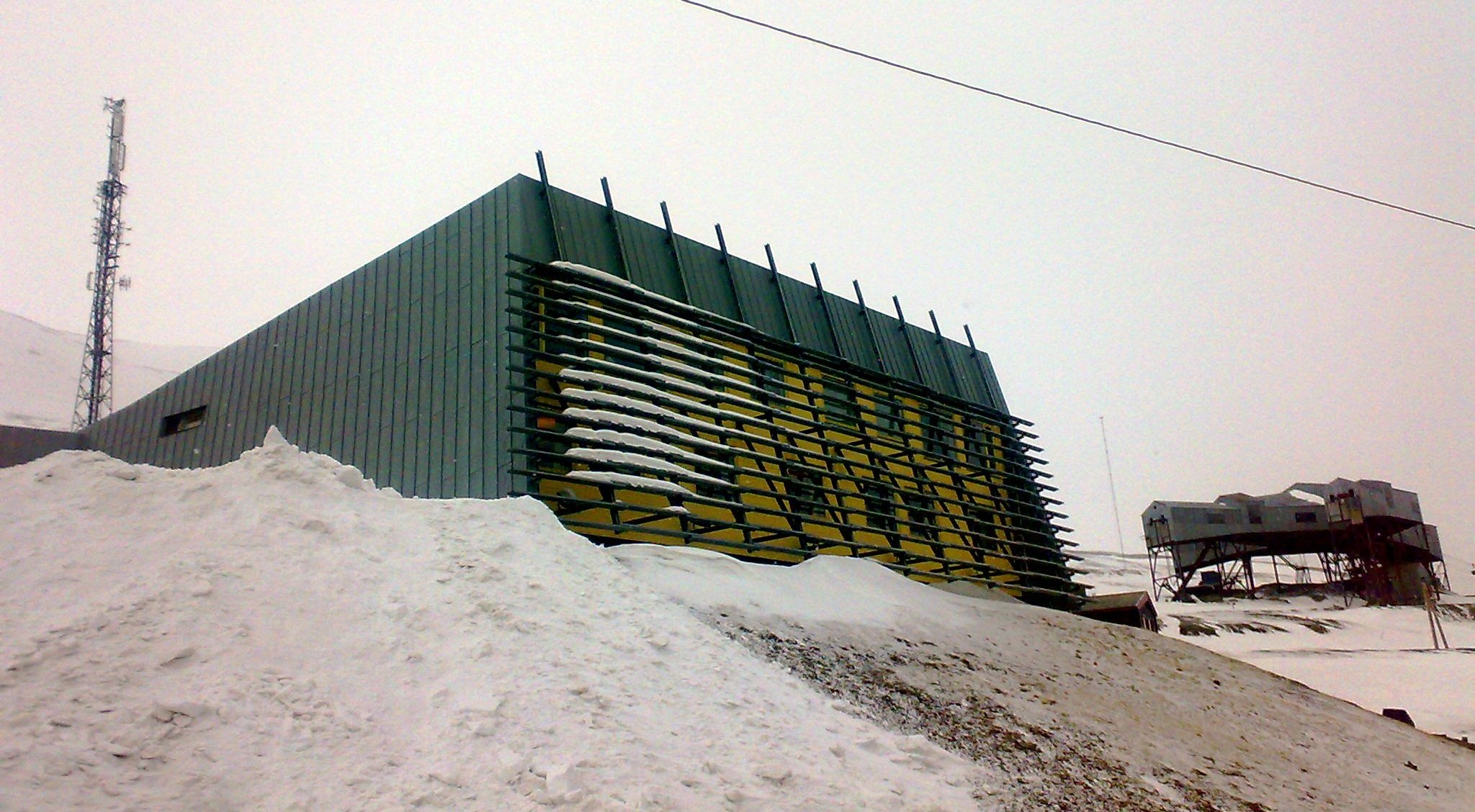
Administrationsbyggnaden för Sysselmannen på Svalbard